# Marcel Maupi
Marcel Maupi, de son vrai nom Marcel Louis Alexandre Barberin, est un acteur français né le 6 novembre 1881 à Marseille (Bouches-du-Rhône) et mort le 4 janvier 1949 à Antibes (Alpes-Maritimes).

## Biographie
Marcel Maupi fait ses premiers pas sur les scènes de music-hall de la région toulonnaise au début du XXe siècle, aux côtés de Raimu, avec qui il forme un tandem comique et à qui il devra sa carrière cinématographique, riche de près d'une centaine de films : se sentant seul à Paris au début des années 1930, le grand comédien fait venir son vieux compagnon et l'impose dans la distribution de ses films.
Maupi, qui est petit (il mesure 1,50 m) et malingre mais plein de malice et de verve provençale, s'affirme grâce aux dialogues de Marcel Pagnol (La Femme du boulanger, Le Schpountz, La Fille du puisatier). Il est dans La Femme du boulanger, Barnabé, le propriétaire du terrain aux ormeaux, qui font de l'ombre au jardin d'Antonin, et qu'il refuse de couper. Il demeure entre autres le mémorable chauffeur du « ferryboîte » de la Trilogie marseillaise, Innocent Mangiapan, qu'il crée sur scène avant de reprendre son rôle au cinéma dans deux des trois films de la trilogie, Fanny (1932) et César (1936), alors que le rôle est tenu par Zé Digiovanni dans Marius (1931).
Il est enterré au cimetière Pasteur de Bagnolet.

## Filmographie
- 1927 : Mon Paris d'Albert Guyot
- 1928 : Le Sous-marin de cristal de Marcel Vandal
- 1929 : Noces d'argent de Maurice Champreux - court métrage -
- 1930 : Maison de danses de Maurice Tourneur
- 1931 : Mam'zelle Nitouche de Marc Allégret : Un machiniste
- 1931 : La Dame de chez Maxim d'Alexander Korda - Le sous-préfet
- 1932 : Fanny de Marc Allégret - Innocent Mangiapan, le chauffeur du Ferry-Boat
- 1932 : Le Picador de Jaquelux
- 1932 : Plaisirs de Paris de Edmond T. Gréville
- 1932 : La Merveilleuse Journée de Robert Wyler et Yves Mirande : Octave
- 1932 : Mirages de Paris de Fedor Ozep - José
- 1933 : Le Sexe faible de Robert Siodmak - le faux policier
- 1933 : Roger la honte de Gaston Roudès - L'inspecteur
- 1933 : Le Maître de forges de Fernand Rivers
- 1933 : La Prison de Saint-Clothaire de Pierre-Jean Ducis - court métrage -
- 1933 : Mauvaise Graine de Billy Wilder - L'homme au Panama
- 1933 : Le Tendron d'Achille de Christian-Jaque - court métrage -
- 1933 : D'amour et d'eau fraîche de Félix Gandéra
- 1933 : L'Article 382 ou La Montre de Christian-Jaque - moyen métrage -
- 1934 : Tartarin de Tarascon de Raymond Bernard - Tastevin
- 1934 : La dactylo se marie de René Pujol - le chauffeur
- 1934 : Le Cavalier Lafleur de Pierre-Jean Ducis - Le garçon d'hôtel
- 1934 : Le Secret d'une nuit de Félix Gandéra - Le grand Salé
- 1934 : Minuit, place Pigalle de Roger Richebé
- 1934 : Toboggan de Henri Decoin
- 1934 : Le Chéri de sa concierge de Giuseppe Guarino
- 1934 : Monsieur le vagabond de Edmond T. Gréville - court métrage -
- 1935 : Gaspard de Besse d'André Hugon - Tirebouchon
- 1935 : Coup de vent de Jean Dréville et Giovacchino Forzano - M. Goulard
- 1935 : Ferdinand le noceur de René Sti - Casimir
- 1935 : Les Deux Docteurs de Pierre-Jean Ducis - court métrage -
- 1935 : Jim Bougne, boxeur de Henri Diamant-Berger - court métrage -
- 1936 : César de Marcel Pagnol - Le chauffeur
- 1936 : La Belle Équipe de Julien Duvivier - Un copain
- 1936 : L'Ange du foyer de Léon Mathot - M. Godard
- 1936 : Les Jumeaux de Brighton de Claude Heymann - Le garde du corps
- 1936 : La Course à la vertu de Maurice Gleize
- 1936 : Le Mioche de Léonide Moguy - Marius Rabut
- 1936 : The First Offence de Herbert Mason - L'homme au Panama
- 1936 : Blanchette de Pierre Caron
- 1937 : Vous n'avez rien à déclarer ? de Léo Joannon - Un client au "Noir et Blanc"
- 1937 : Les Rois du sport de Pierre Colombier - Le cireur
- 1937 : L'Étrange Monsieur Victor de Jean Grémillon - Rémi
- 1937 : Les Pirates du rail de Christian-Jaque - Titin
- 1937 : Le Schpountz de Marcel Pagnol - Le barman
- 1937 : À Venise, une nuit de Christian-Jaque - Le barman
- 1937 : Balthazar de Pierre Colombier
- 1937 : Un scandale aux Galeries de René Sti - Le liftier
- 1938 : Le Dompteur de Pierre Colombier
- 1938 : Les Nouveaux Riches de André Berthomieu - Jules
- 1938 : Noix de coco de Jean Boyer - Colleville
- 1938 : La Femme du boulanger de Marcel Pagnol - Barnabé
- 1939 : Angelica de Jean Choux - Domingo
- 1939 : Campement 13 de Jacques Constant - Un marinier
- 1939 : Dernière Jeunesse de Jeff Musso - "La Puce" le jockey
- 1939 : Berlingot et Cie de Fernand Rivers - Isidore
- 1940 : Le Président Haudecœur de Jean Dréville - le jardinier
- 1940 : La Fille du puisatier de Marcel Pagnol - Le commis du bazar "Mazel"
- 1940 : Ceux du ciel de Yvan Noé
- 1940 : Untel père et fils de Julien Duvivier
- 1940 : Le Roi des galéjeurs de Fernand Rivers
- 1941 : Parade en sept nuits de Marc Allégret - Frisemotte, le garagiste
- 1941 : Le Dernier des six de Georges Lacombe - Le régisseur
- 1941 : Péchés de jeunesse de Maurice Tourneur - Le commissaire
- 1941 : Premier Rendez-vous de Henri Decoin - Le chauffeur de faxi
- 1941 : Premier Bal de Christian-Jaque - Mélik
- 1941 : Caprices de Léo Joannon - Le chauffeur de taxi
- 1941 : Croisières sidérales de André Zwobada - Le policier
- 1942 : L'Arlésienne de Marc Allégret - L'équipage
- 1942 : Le Bienfaiteur de Henri Decoin - Jambe d'Azur
- 1942 : Malaria de Jean Gourguet - Zanzi
- 1942 : La Fausse Maîtresse de André Cayatte - Bellemain
- 1942 : La Chèvre d'or de René Barberis - l'aubergiste
- 1943 : Voyage sans espoir de Christian-Jaque - Le barman
- 1945 : La Fiancée des ténèbres de Serge de Poligny - Le facteur
- 1945 : Le Roi des resquilleurs de Jean Devaivre - Le médecin
- 1945 : Au petit bonheur de Marcel L'Herbier - Le garagiste
- 1945 : L'Aventure de Cabassou de Gilles Grangier - Motto
- 1945 : Les Gueux au paradis de René Le Hénaff - Le coiffeur
- 1945 : Le Gardian de Jean de Marguenat
- 1945 : Une femme coupée en morceaux de Yvan Noé
- 1946 : Fausse Identité d'André Chotin
- 1946 : Parade du rire de Roger Verdier
- 1946 : Le voleur se porte bien de Jean Loubignac - M. Reboul
- 1947 : Colomba d'Émile Couzinet
- 1947 : Le Mariage de Ramuntcho de Max de Vaucorbeil - L'oncle
- 1947 : Une nuit à Tabarin de Karel Lamač - Le maître de ballet
- 1947 : Coup de soleil de Marcel Martin - court métrage -
- 1948 : Deux Amours de Richard Pottier - Dominique
- 1948 : Le Signal rouge d'Ernst Neubach - Le contremaître
- 1948 : La vie est un rêve de Jacques Séverac
- 1949 : L'École buissonnière de Jean-Paul Le Chanois - M. Alexandre, le pharmacien

## Théâtre
- 1931 : Fanny de Marcel Pagnol, mise en scène Harry Baur, Théâtre de Paris
- 1933 : Un homme du Nord de Charles Méré, mise en scène André Brulé, Théâtre Marigny